# Mirovni sporazum med Egiptom in Izraelom
Mirovni sporazum med Egiptom in Izraelom (arabsko معاهدة السلام المصرية الإسرائيلية; transliteracija: Mu'ahadat as-Salam al-Masriyah al-Isra'yliyah, hebrejsko הסכם שלום ישראל-מצרים; transliteracija: Heskem Shalom Yisrael-Mitzraim) je bil podpisan v Washingtonu, ZDA, 26. marca 1979, kot posledica sporazumov iz Camp Davida leta 1978. 
Glavne točke sporazuma so bile medsebojno priznanje obeh držav, prenehanje sovražnosti, ki so trajale od leta 1948 in umik izraelskih enot s Sinajskega polotoka, ki ga je Izrael zavzel leta 1967. Sporazum je vseboval tudi prost prehod za izraelske ladje preko Sueškega prekopa ter priznanje Tiranskega preliva ter Akabskega zaliva kot mednarodnih vodnih poti. 

## Pomen sporazuma
- S sporazumom je Egipt kot prva arabska država priznal Izrael. Leta 1994 mu je s sporazumom sledila še Jordanija.
- Mirovni sporazum je bil podpisan 16 mesecev po tem, ko je egiptovski predsednik Anvar Sadat leta 1978 po dolgih pogajanjih obiskal Izrael. Še po dogovorih iz Camp Davida ni bilo jasno, če bo sporazum sploh podpisan, saj je bil Egipt pod pritiskom drugih arabskih držav, naj ne podpiše samostojnega mirovnega sporazuma, izraelski premier Menahem Begin pa je zavračal kakršenkoli okvir za začetek pogajanj glede palestinske avtonomije ali neodvisnosti.
- V ločenem memorandumu med Izraelom in ZDA, ki je bil sprejet isti dan, so ZDA izrekle podporo Izraelu v primeru napada, vlogo OZN in bodočo dobavo vojaške in ekonomske pomoči Izraelu. Tudi Egipt je posledično dobil vojaško in finančno pomoč ZDA.
- Sporazum je predlagal povezavo med mirom z Egiptom in palestinsko avtonomijo, vendar ta del ni nikoli stopil v veljavo.